# Eurycratus laticaput
Eurycratus laticaput is een keversoort uit de familie platsnuitkevers (Salpingidae). De wetenschappelijke naam van de soort werd in 1926 gepubliceerd door Scott.